# フロレンティーナ (小惑星)
フロレンティーナ (321 Florentina) は小惑星帯にある小さな小惑星の一つ。コロニス族に分類される。
1891年10月15日にウィーンでヨハン・パリサによって発見され、パリサの娘フロレンティーネに因んで名付けられた。